# L'Empire de Nistor Polobok
L'Empire de Nistor Polobok (Dama de cupă), publié en 2018, est un roman de l'écrivain moldave Iulian Ciocan (de) (1968-), en langue roumaine.

## Résumé
L'action se déroule à (et autour de) Chișinău, capitale de la Moldavie, dans les années 2000-2010, une fois l'époque de transition (d'après 1990) bien engagée.
Denis Pommeterre est le maire de la capitale : petit merdeux au nez crochu.
Nistor Polobok est chef du cabinet municipal Architecture-Urbanisme-Cadastre.
Ce rond-de-cuir, à calvitie précoce, sexagénaire trapu à la barbe en fil barbelé poivre et sel est apprécié entre autres pour sa délivrance tarifée de permis de construire aux entrepreneurs.
Avec son adjoint Adrian Poulaïllov, il extorque des pots-de-vin redistribués en grande partie au maire.
Ce soir, de retour dans sa BMW avec chauffeur dans son palais pharaonique, à peine débarqué à son imposant portail, il trébuche dans un assez gros trou.
Son épouse Louminitsa Polobok, prématurément fossilisée, insomniaque, mère de leurs deux filles, aujourd'hui installées en Occident, lui fait une scène.
Pour Nistor Polobok, commence une période difficile, avec insommnies, images d'enfance (d'humiliations subies) et de responsabilité (d'humiliations imposées, dont la destruction d'une caméra de télévision, qui lui vaut un Crève, chien de magouilleur !...
L'entorse est traitée en clinique privée, mais la fissure s'accentue, bien que rebouchée deux fois : clôtures crevassées, murs...
En s'y penchant, le fonctionnaire croit observer des scènes odieuses, diaboliques.
Les hallucinations reviennent chaque nuit : l'aspirateur goulu de l'avide crevasse (p. 29). 
Les spécialistes de l'Institut de Géologie et de Séismologie du pays n'y comprennent rien. 
Et un rêve prémonitoire s'impose : Chișinău va y disparaître.
Fuir à Suruceni, dans sa grande villa, avec congé-maladie, reste une solution provisoire, puisque le pays tout entier pourrait bien également s'y enfoncer.
Aucune des personnes auxquelles il se confie n'accordent d'attention à ce délire : son voisin directeur de supermarché Léonid Dorofe¨Benzer, son frère Ion leader du Parti Hyperlibéral, son chauffeur Vaséa, son épouse...
Elle le rejoint pourtant vite, dès que leur palais est englouti, comme il l'avait annoncé.
Une voyante le considère roi de pique, principal responsable de cette calamité, qui va durer jusqu'à ce qu’une dame de cœur bafouée par lui, accepte de lui pardonner.
Il passe donc en revue toutes les femmes côtoyées, son épouse comprise.
Tous les pardons reçus ne servent à rien.
Convoqué par le maire pour entretien avec le Procureur Général Balabanov, au sujet d'une plainte de Benzer, il finit par démissionner de son poste, écœuré par la naïveté de ces marionnettes corrompues.
Parmi les nombreux personnages secondaires concernés :
- le retraité Valéiou Pantélimon Drouméa, cardiaque à tensiomètre, abandonné par son épouse (dont le fils est établi au Canada,
- Radou Bègue, étudiant à Brasoc, de retour à la capitale,
- le père Nicolae, qui a tout fait en 20 ans pour obtenir la nationalité roumaine, déménage alors et disparaît avec biens et épouse dans la crevasse,
- la journaliste Natalia Pommeaigre (NP2), du journal à scandale L’Ennemi de la Corruption (à subventions occidentales),
- l'écrivain minimaliste Iulian Iordalescou, romancier en panne d'inspiration, qui découvre le thème de l’histoire de la crevasse, ce dont essaient de le dissuader son épouse Rodica (rédactrice éditoriale) et son (ancien) ami leader autoproclamé postmoderniste Emil Barbulescou,
- le sergent Josa Choucroute, qui, assisté de Gricha Vento et Léon Ours, est chargé de surveiller de nuit la crevasse et ceux qui s'en approcheraient, et qui observe une scène érotique dont un partenaire finit englouti, ce qui motive une scène avec son épouse Sveta cusinière de cantine préscolaire,
- le professeur de philosophie Ion Jizdane, qui découvre, après un difficile dialogue avec un homme d'affaires sexagénaire qui tente de le persuader des bienfaits de l'entrée de la Moldavie dans l'UE, découvre le bizarre-miraculeux (p. 108, qui va tout changer de sa vie intellectuelle, mais son épouse qui l'a quitté rentre au domicile conjugal...,
- Vasilé Pavalache, qui lors de l'évacuation de leur immeuble, oublie sa belle-mère, est relogé avec d'autres dans une école, est manipulé par un député en déshérence, et se retrouve leader d'anciens locataires protestataires, à l'assaut de la mairie...,
- le retraité Vladislav Alexeevitch Sélihov, de corvée d'eau (pour canalisations saccagées), au service de son épouse Liuséa Fiodorovna, et dont la fille Slava , installée à Volgograd, lui avait conseillé de quitter la Moldavie pouilleuse (p. 162), depuis 1991 la zone la plus corrompue de l'Europe de l'Est,
- le bibliothécaire Cornelius Figue, qui, dans le scénario à la Stalker de Tarkovski, rejoint activement le PAC, Parti Anti-Crevasse,
- le robuste individu, qui, après avoir écumé tous les partis, a fondé le PAC,
- le fermier Mircéa Baltag, et ses 40 hectares de vergers,
- Panasiova Vert-Pommeterre, Arsénié Pommeterre,
- toute la clinique privée, personnels et patients, absorbée...

Nistor Polobok règle ses comptes (en banque), et saute dans le gouffre.
Natalia Pommeaigre est assignée à résidence, comme co-responsable de tout.
Et Fiodor Pointu, propriétaire-fermier, et devenu maire du Village des Brûlis, peste contre les incapables au pouvoir à la capitale, et rêve d'en devenir le maire (désigné).
Et, ce soir-là, en rentrant chez lui, il trébuche dans un trou...

## Accueil
L'accueil en pays roumanophone de Dama de cupă est incertain, car mal renseigné.
« C’est un roman dystopique, mais aussi une aventure métaphysique et politique » (l'auteur).
En France, cette fable politique anti-corruption est bienvenue, même si les réalités (coutumes et personnalités diffèrent).
« L’auteur stigmatise dans cette farce satirique la lenteur de la prise de conscience des édiles, leur aveuglement face à la catastrophe annoncée, le cynisme et le ridicule des politiciens toujours prêts à profiter du chaos.  Une ronde réjouissante et loufoque de corrupteurs et leurs victimes, tous plus fêlés les uns que les autres ».
« Magnétique et captivant de par son originalité, son rythme et sa critique juste et aiguë de la société moldave mais aussi mondiale. En jouant sur la répétition cyclique malgré le signal clair d’une brisure qui s’étend mais à laquelle tout le monde reste aveugle, il fait écho à la lenteur voir à l’absence de prise de conscience d’une aire individualiste et mercantile ».

## Distinction
Dama de cupă a reçu le Prix Coup de cœur du Salon du Livre des Balkans 2018.